# 格拉斯島 (南喬治亞群島)
54°9′S 36°40′W / 54.150°S 36.667°W
格拉斯島是大西洋的島嶼，屬於南喬治亞群島的一部分，長0.7公里、寬0.4公里，面積0.26平方公里，最高點海拔高度5米，該島的氣候較寒冷，島上無人居住。